# آرثر فيليكس
آرثر فيليكس هو جراثيمي بولندي، ولد في 1887 في Andrychów ‏ في بولندا، وتوفي في 17 يناير 1956 في إنجلترا في المملكة المتحدة.